# Pâques
Pour les articles homonymes, voir Pâques (homonymie).
Pâques est la fête la plus importante et la plus anciennement attestée du christianisme. Elle commémore la Résurrection de Jésus, que le Nouveau Testament situe le surlendemain de la Passion, c'est-à-dire le « troisième jour ». La solennité, précédée par la Semaine sainte, dernière partie du carême, commence dans la nuit qui précède le dimanche de Pâques, par la veillée pascale.
Attestée depuis le IIe siècle,, Pâques plonge ses racines dans la Pâque juive (Pessa'h), qui commémore la sortie d'Égypte du peuple hébreu. Pour les chrétiens, qui reconnaissent en Jésus le Messie, Pâques commémore sa résurrection trois jours après la Cène (célébrée le Jeudi saint), dernier repas qu'il a pris avec ses disciples le jour de la Pâque juive, la veille de sa Passion, selon le Nouveau Testament. 
Dans la théologie chrétienne, la mort et la résurrection de Jésus-Christ, fils de Dieu, rachètent l’homme et le délivrent de l'esclavage du mal et du péché. Le sens de Pâques est la victoire de la vie sur la mort.
La date de Pâques est fixée par le concile de Nicée au premier dimanche après la première pleine lune qui suit le 21 mars. Les Églises occidentales, qui ont adopté le calendrier grégorien, célèbrent souvent Pâques à une date différente de celle des Églises orthodoxes, qui elles se réfèrent toujours au calendrier julien. Le décalage peut aller jusqu'à cinq semaines selon les années.

## Origines

### Traditions antiques
Dans de nombreuses cultures antiques païennes, au printemps, on fête la lumière, la renaissance de la nature après les longs mois d'hiver, ce qui est parfois symbolisé par le retour ou le réveil d'une divinité. Au Proche-Orient, comme leurs ancêtres cananéens, les Hébreux et leurs voisins babyloniens, mésopotamiens offrent à leurs dieux les prémices (bikkourim) de leur moisson.
En 725 en Grande-Bretagne, Bède le Vénérable mentionne la déesse Éostre qui symbolise le renouveau et annonce le printemps. Des rites étaient célébrés en son honneur à ce moment de l'année. Les noms anglais et allemand de Pâques, Easter et Ostern auraient dérivé de son nom, qui comme « aurore » signifie « qui se lève à l'est ».

### Étymologie et racines juives
Le substantif « Pâques » est — comme le féminin,, singulier « Pâque » — un emprunt au latin chrétien, pascha, un substantif neutre pluriel traité comme un féminin singulier. Le latin Pascha est lui-même emprunté au grec Πάσχα / Páskha et celui-ci — par l'intermédiaire de l'araméen pasḥa, — à l'hébreu biblique,, pesaḥ qui serait dérivé, du verbe pasaḣ qui signifie « passer devant, épargner », car, selon la Bible, les Israélites avaient reçu l'ordre de sacrifier un agneau indemne de toute tare et d'en badigeonner le sang sur les montants de leurs portes afin que les puissances qui viendraient détruire les premiers nés égyptiens lors de la dixième plaie, passent devant ces portes sans s'y arrêter pour tuer les enfants. Chaque année, les juifs commémorent cet événement lors de la fête de Pessa'h. La Passion du Christ s'étant déroulée, selon les évangiles, durant ces célébrations, le christianisme a investi cette fête et sa symbolique, le Christ devenant l'agneau immolé pour sauver l'humanité de ses péchés.
Le pluriel de Pâques ne fait pas référence à une pluralité de dates. La langue française distingue en effet la Pâque juive (ou Pessa'h) et la fête chrétienne de Pâques. La première commémore la sortie d'Égypte et la liberté retrouvée des enfants d'Israël. La fête chrétienne est multiple : elle commémore à la fois la dernière Cène instituant l'eucharistie, la Passion du Christ et sa résurrection. Elle fait également mémoire du passage (pesaḥ) du peuple hébreu de la mer Rouge, seule lecture de l'Ancien Testament qui soit obligatoire lors de la Veillée pascale. C'est seulement après le XVe siècle que la distinction sémantique a été marquée par la graphie entre Pasque (ou Pâque) désignant la fête juive et Pasques (ou Pâques) désignant la fête chrétienne.

## Christianisme

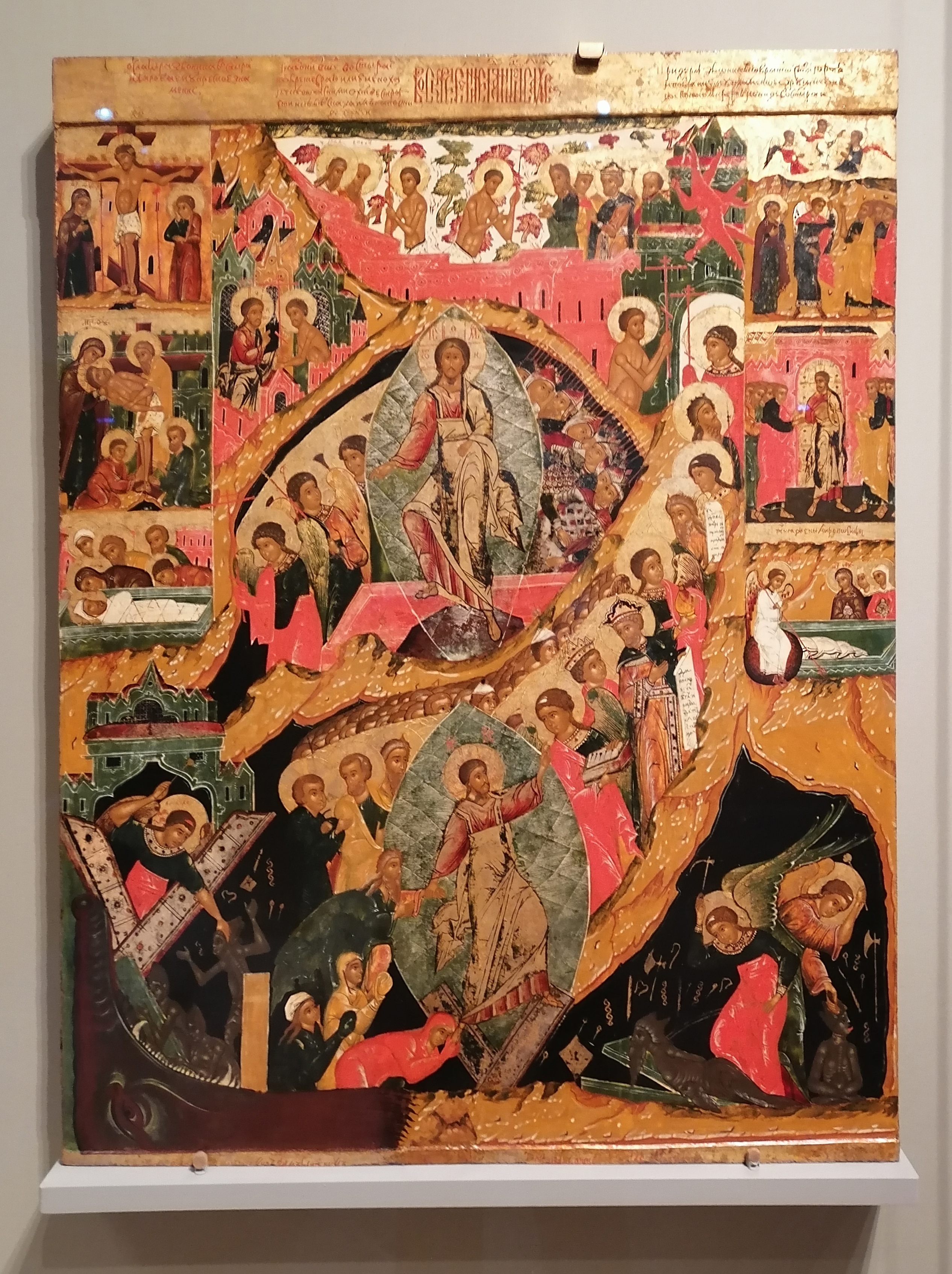
Icône de la Résurrection du Christ, XVIIe siècle, musée de l'Ermitage, Saint-Pétersbourg.

### La résurrection du Christ
Pâques est la première fête célébrée dans les calendriers liturgiques chrétiens ; elle est attestée dès le IIe siècle. Elle commémore la dernière Cène, la Passion et la résurrection du Christ, événements dont les évangiles synoptiques situent le déroulement lors des festivités de la Pâque juive à Jérusalem, un vendredi 15 Nissan du calendrier hébraïque, alors que l'évangile selon Jean situe la crucifixion de Jésus un vendredi 14 Nissan.
La célébration de la résurrection du Christ se situe au cœur de la foi chrétienne. C'est aussi la fête chrétienne la plus ancienne et la fête centrale de l’année liturgique. La Résurrection du Christ est l’accomplissement des promesses faites par Dieu à son peuple. C’est pourquoi la fête de Pâques, célébrée par une messe solennelle, est le sommet du calendrier liturgique chrétien.
Dieu envoie son Fils unique Jésus pour racheter l’homme, pour l’extirper par sa passion de l’esclavage du mal, et pour pardonner ses péchés (I  Corinthiens  15, 3 et Colossiens, 1, 14). C'est le mystère de la rédemption. 
La résurrection de Jésus scelle la victoire de la vie sur la mort.

### Théologie
La théologie catholique de la fête de Pâques est professée clairement (lex orandi, lex credendi) dans les différentes préfaces des messes du temps pascal. Chacune reprend initialement l'affirmation de Paul :  « le Christ, notre Pâque a été immolé. » (I Corinthiens, 5, 7). Puis la première préface continue par : « C'est lui l'Agneau véritable qui a enlevé les péchés du monde, qui en mourant a détruit la mort, et en ressuscitant a restauré la vie. » Tandis que la troisième poursuit par : « Il ne cesse de s'offrir pour nous et nous défend auprès de vous comme un avocat infatigable. » Enfin la cinquième se continue par : « Par l'oblation de son corps, il a, dans la vérité de la Croix, mené à leur achèvement les sacrifices anciens et s'offrant à nous pour notre salut, il se révéla à la fois prêtre, autel et victime. »
Dans la Dogmatique de Karl Barth, Pâques appartient à une parousie en trois temps. Karl Barth distingue ces trois moments : la première figure de la parousie est pour lui l'« événement pascal », autrement dit la Résurrection de Jésus ; la deuxième, ou « figure médiane », est le « don de l'Esprit saint » lors de la Pentecôte, l'effusion de l'Esprit à l'Église ; la troisième, la « dernière figure », est la seconde venue du Christ, c'est-à-dire la parousie au sens strict, qui signifie l'« arrivée de Jésus-Christ en tant que finalité de l'histoire de l'Église, du monde et de chaque homme ». Cette triple manifestation divine ne doit pas être décomposée en trois événements distincts ; elle doit au contraire être appréhendée dans son unité.

## Célébrations religieuses

### Église catholique

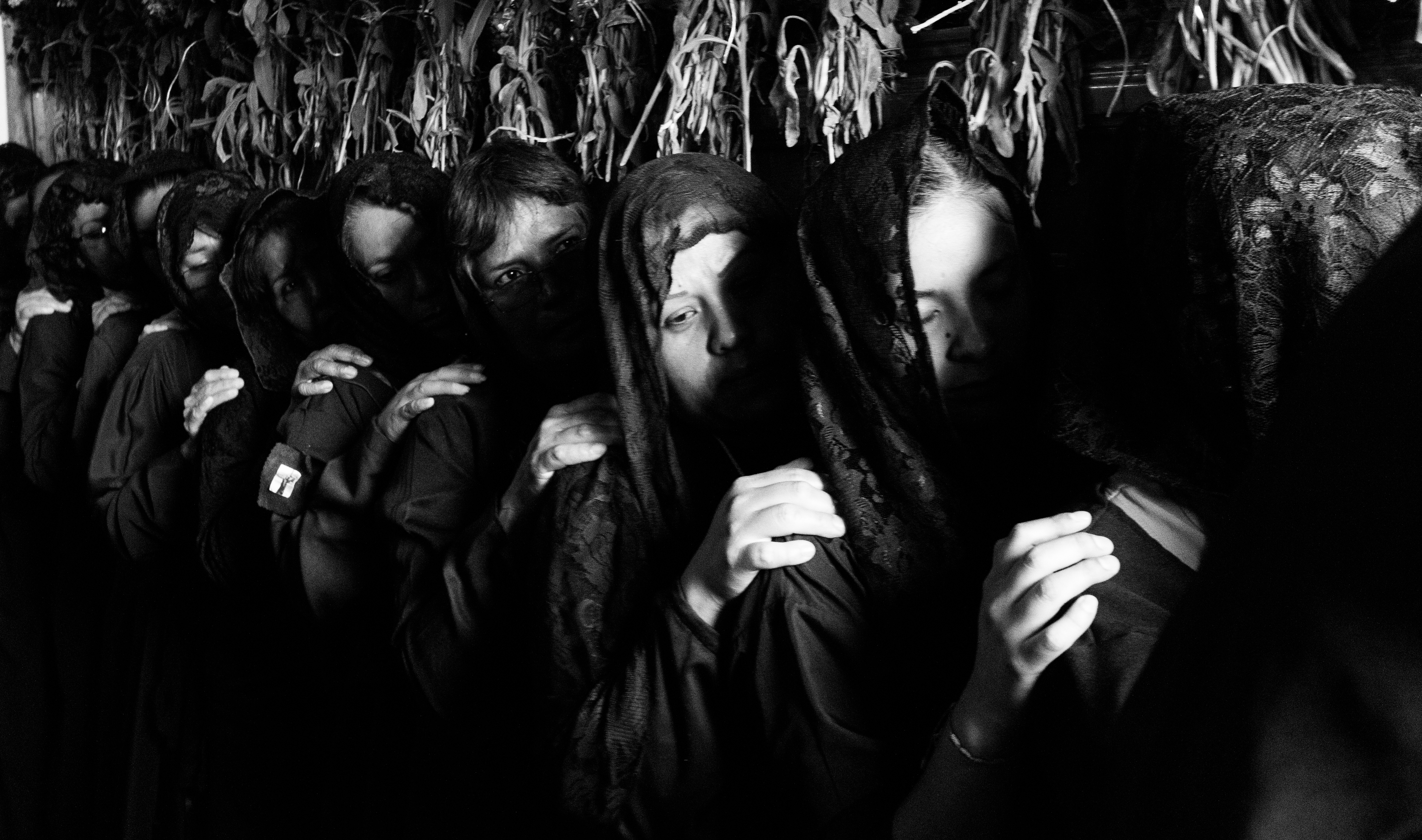
Procession du Vendredi saint à Santa Ana de Guanajuato, Mexique.

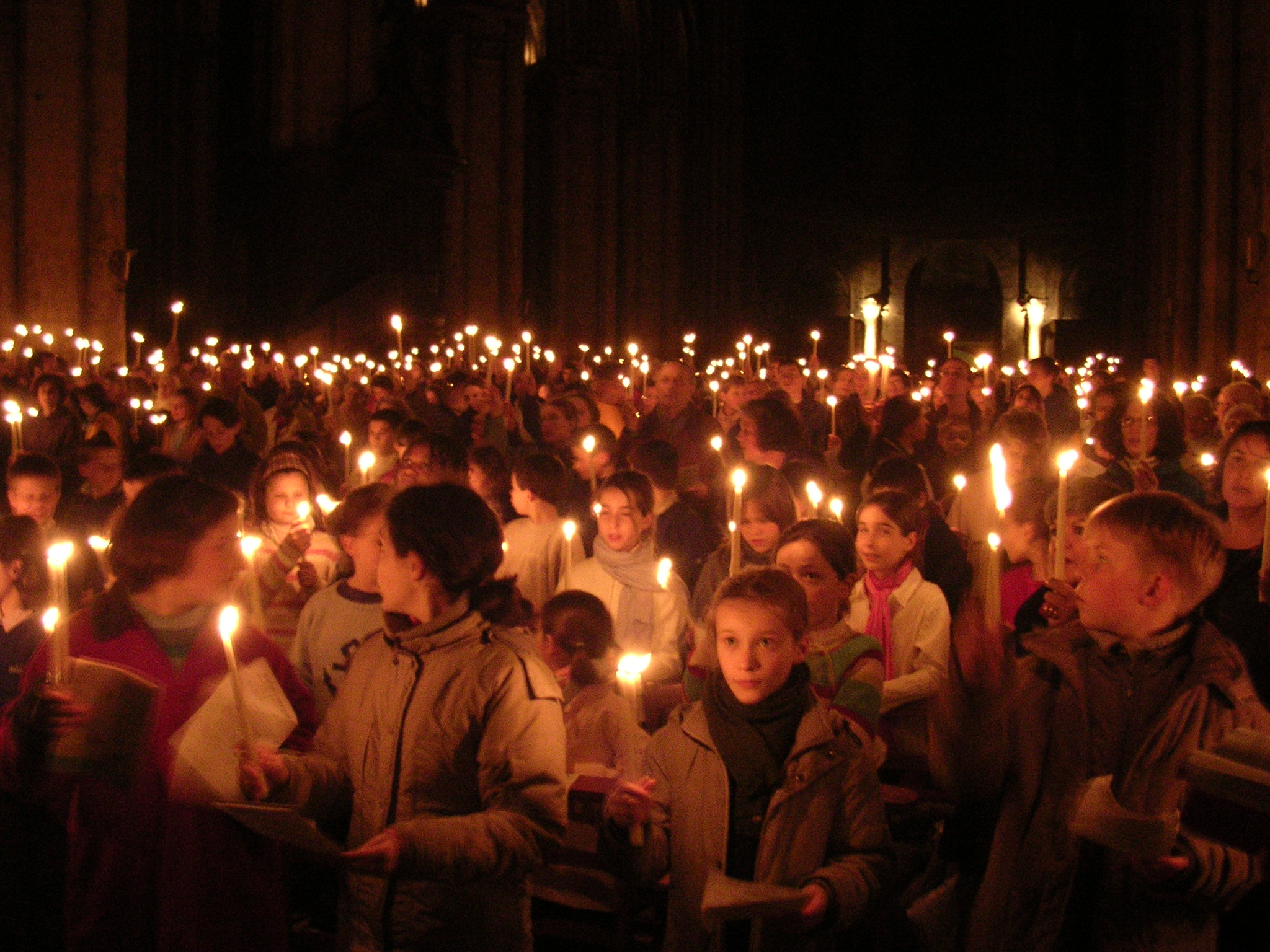
Vigile pascale à Chartres avec les cierges allumés durant le chant de l'Exultet.

Pâques est la solennité la plus importante (juste devant Noël) de l'Église catholique, c'est-à-dire qu’il était traditionnellement obligatoire de chômer, d'assister à la messe et d'y communier après s'être confessé. Elle est la première des cinq fêtes cardinales de l'année liturgique catholique.
La liturgie spécifique à Pâques commence par la vigile pascale, célébration aussi respectée par certains anglicans et luthériens. Souvent, la vigile pascale est l'occasion, pour les croyants, de recevoir le sacrement du baptême ou de la confirmation. La nuit du matin du dimanche de Pâques se déroulent l'allumage du feu nouveau du cierge pascal, la bénédiction des fonts baptismaux, la lecture des prophéties et le chant des litanies des saints. Normalement, Pâques est le jour de l'année que choisissent les fidèles qui ne vont à la messe qu'une fois par an pour communier (d'où l'expression « faire ses Pâques »), ce qui leur impose d'aller se confesser au préalable. Depuis le Jeudi saint, il n'y a pas eu d'eucharistie, seulement la célébration de la Passion du Seigneur du Vendredi saint, avec distribution d'hosties consacrées le jour d'avant. Symboliquement, pour les chrétiens, la veillée pascale et son cierge traduisent la résurrection du Christ et le renouvellement solennel de l'engagement de leur baptême.
Lorsque le jour est levé, s'ensuit la messe de la Résurrection. Le Christ rédempteur a vaincu le péché, le démon et la mort. Jésus-Christ s'est fait l'agneau de Dieu, l'Agnus Dei sacrifié lors de la crucifixion, et qui enlève les péchés du monde par sa mort et sa résurrection. Cette messe de Pâques exprime l'apex de toute l'année liturgique des catholiques, car elle leur rappelle leurs devoirs de chrétiens grâce à ce renouveau spirituel. Pâques est aussi l'une des rares occasions pour le pape de prononcer la bénédiction Urbi et orbi. Enfin, ce dimanche vient clore le triduum pascal et commence le temps pascal.
En Belgique, en France et en Italie, les cloches sont rendues silencieuses lors du Jeudi saint pour éviter qu'elles ne sonnent pendant les deux jours suivants. Durant le carême, on omet de chanter le Gloire à Dieu, en signe de pénitence. Quand arrive la vigile pascale, on fait sonner les cloches pour manifester la joie de sortir de la pénitence.
Aux Philippines, au matin de Pâques (appelé Pasko ng Muling Pagkabuhay ou Pâques de la Résurrection), la célébration est marquée par des actes de joie. À l'aube, Salubong, le premier d'entre eux, permet de réunir de grandes statues de Jésus et Marie illustrant les premières retrouvailles de Jésus et de sa mère Marie après la résurrection.
Au Tyrol, l'effigie du Christ ressuscité apparaît par un procédé théâtral au centre du décor baroque des Ostergräber.

### Églises orthodoxes et orientales
La fête de Pâques est célébrée avec beaucoup de solennité par les orthodoxes. Bien que certaines Églises orthodoxes divergent selon le calendrier de référence (grégorien ou julien), la date de Pâques est cependant commune à toutes les Églises orthodoxes (à l'exception de l’Église autonome de Finlande) parce qu'elle est partout fixée à partir du calendrier julien, quel que soit le calendrier liturgique suivi.
Dans le calendrier grégorien, cela signifie qu'elle est fêtée entre le 4 avril et le 8 mai au plus tard.

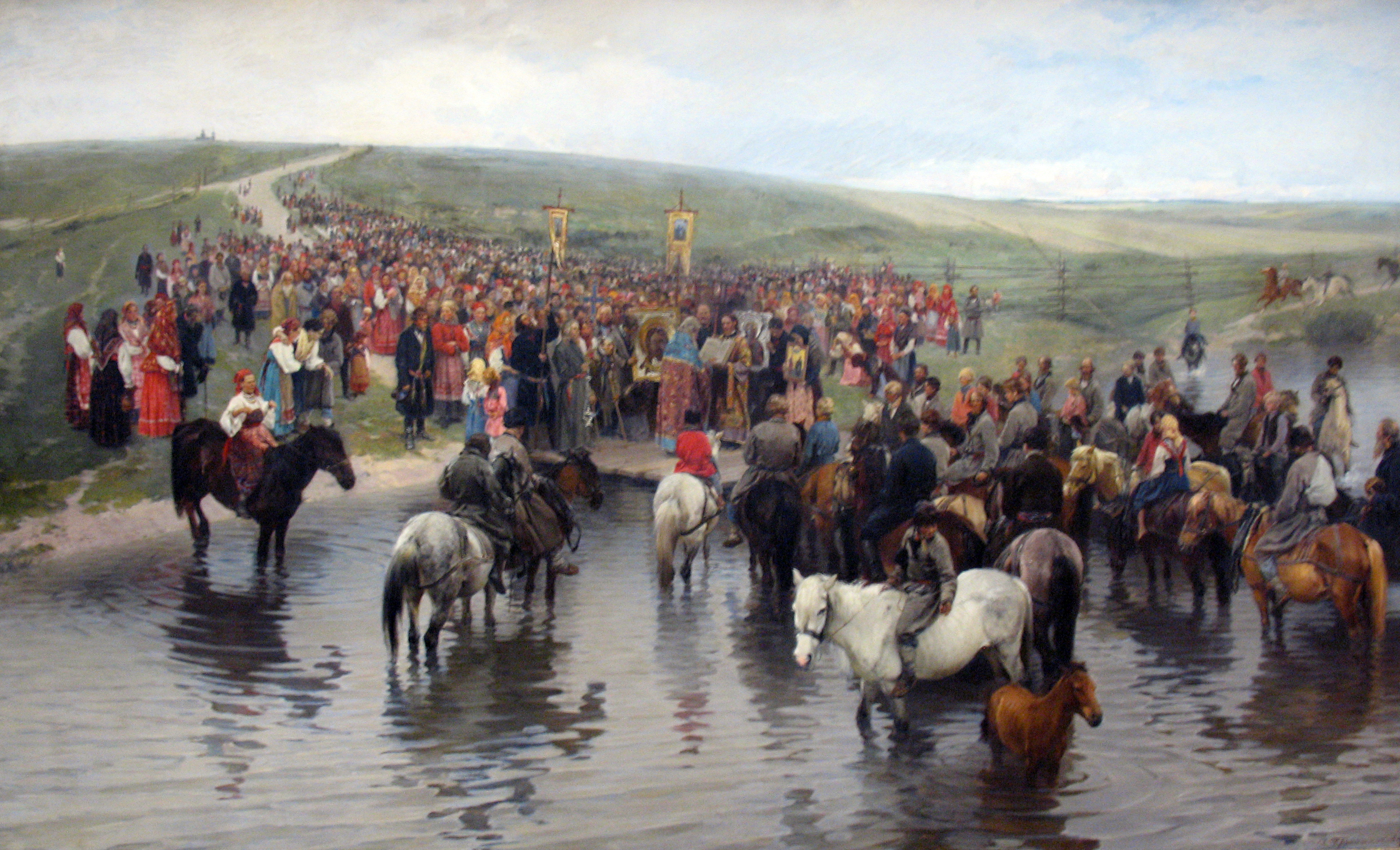
Procession de Pâques dans le nord de la Russie, par Illarion Prianichnikov, 1887.

Le tropaire apolytikion de la Fête des Fêtes (appelé aussi tropaire pascal) — « Le Christ est ressuscité des morts, par la mort, il a terrassé la mort ; à ceux qui sont dans les tombeaux il a fait don de la vie » — est repris plusieurs dizaines de fois au cours de chaque office.
Le premier office de Pâques est celui des matines du dimanche. Il débute dans l'obscurité la plus totale, avant que le célébrant ne sorte par les portes saintes avec un cierge allumé, disant « Venez prendre la lumière à la Lumière sans soir, et glorifiez le Christ ressuscité des morts ». De retour dans le sanctuaire, il entonne avec le clergé l'hymne « Ta Résurrection, ô Christ Sauveur, les anges la chantent dans les cieux ; accorde aussi à nous, sur terre, de Te glorifier avec un cœur pur ». Puis le clergé sort en procession, suivi de tous les fidèles, et continue de chanter l'hymne en tournant trois fois autour de l'église. Une fois revenu devant les portes, le célébrant chante la doxologie initiale, et lit l'évangile de la Résurrection selon saint Marc (Marc 16, 1-8). Puis il entonne les versets des stichères de Pâques, à quoi le chœur répond par le tropaire. Suit l'échange qui servira, toute la période de Pâques, de salutation : « Christ est ressuscité » à quoi l'on répond « En vérité, il est ressuscité ».
En Grèce, le prêtre dit ensuite par trois fois devant la porte : « Levez vos portes, princes ; levez-vous, portes éternelles, et le Roi de gloire entrera », à quoi des fidèles restés dans l'église répondent « Qui est ce Roi de Gloire ? » Le prêtre reprend : « Le Seigneur puissant et redoutable, le Seigneur redoutable au combat. » À la troisième fois, il ajoute à voix forte : « Le Seigneur des puissances, c'est lui le Roi de gloire ! » en poussant la porte ; et il entre. À l'intérieur de l'église, les portes du sanctuaire sont ouvertes (voire sorties de leurs gonds), et le restent jusqu'au dimanche suivant.
L'office de matines est composé essentiellement du canon de Pâques, rédigé par saint Jean Damascène, auquel s'ajoute les ipakoï, ikos et kondakion de l'office, ainsi que l'hymne « Ayant contemplé la Résurrection du Christ » chantée trois fois. Il est de coutume, en Russie, que les prêtres qui sortent encenser l'église à chaque ode du canon portent des vêtements de couleurs à chaque fois différentes. L'encensement se fait en clamant « Christ est ressuscité », avec la réponse habituelle.
Après les matines, ont lieu les heures de Pâques, intégralement chantées, puis la liturgie de saint Jean Chrysostome. L'évangile, dans la tradition slave, est proclamé dans autant de langues qu'il est possible de le faire avec le clergé en présence. Traditionnellement, suivent des agapes de rupture du Carême, qui peuvent durer toute la nuit.
L'après-midi suivant, on célèbre les vêpres de Pâques (au cours desquelles l'évangile est récité dans toutes les langues, selon la tradition grecque), qui sont celles du lundi. Cela fait du dimanche de Pâques le seul jour qui ne possède pas de vêpres, mais seulement un office de matines, le seul jour « sans soir » de l'année liturgique.

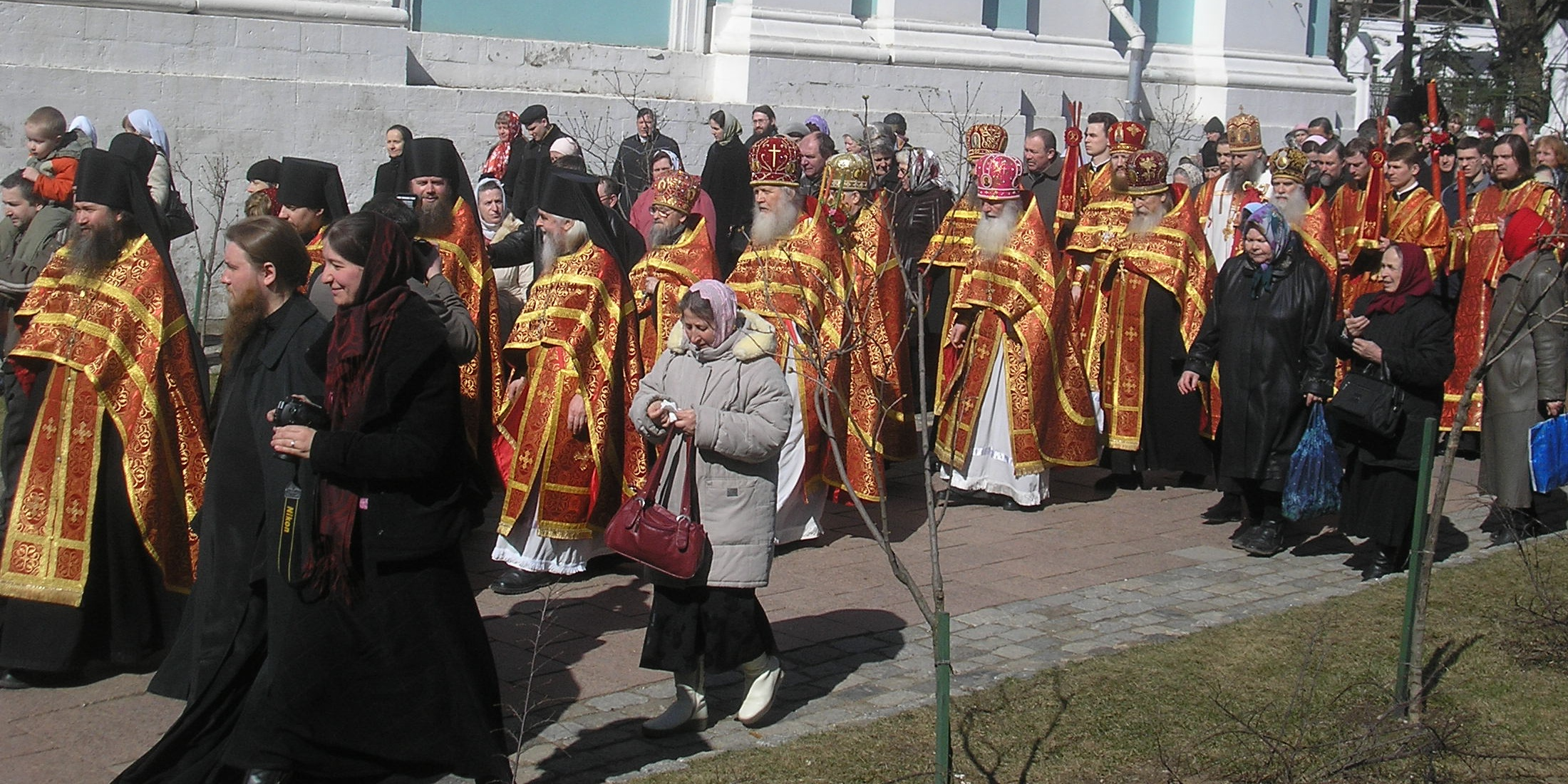
Procession du mardi de la Semaine lumineuse à Serguiev Possad, Russie.

Pendant toute la semaine qui suit (appelée « Semaine lumineuse »), les orthodoxes se saluent par l’exclamation « Christ est ressuscité ! » à laquelle on répond : « Il est vraiment ressuscité ! » Par exemple, en grec « Χριστός Ανέστη! » - « Αληθώς Ανέστη! », en roumain « Hristos a înviat! » - « Adevărat a înviat!, en russe « Христос воскресе! » - « Воистину воскресе! », en serbe, « Христос васкрсе » - « Ваистину васкрсе ». Ou encore, en arménien, « Քրիստոս հարեաւ ի մերելոց » (« Le Christ est ressuscité des morts »), phrase à laquelle on répond : « Օրհնեալ է յարութիւնն Քրիստոսի » (« Bénie soit la résurrection du Christ ! »).
On continue de ne rien lire et de tout chanter, et de chanter les hymnes du cycle entier de la Résurrection. Le tropaire de Pâques est chanté jusqu'au mercredi qui précède l'Ascension.

### Protestantismes

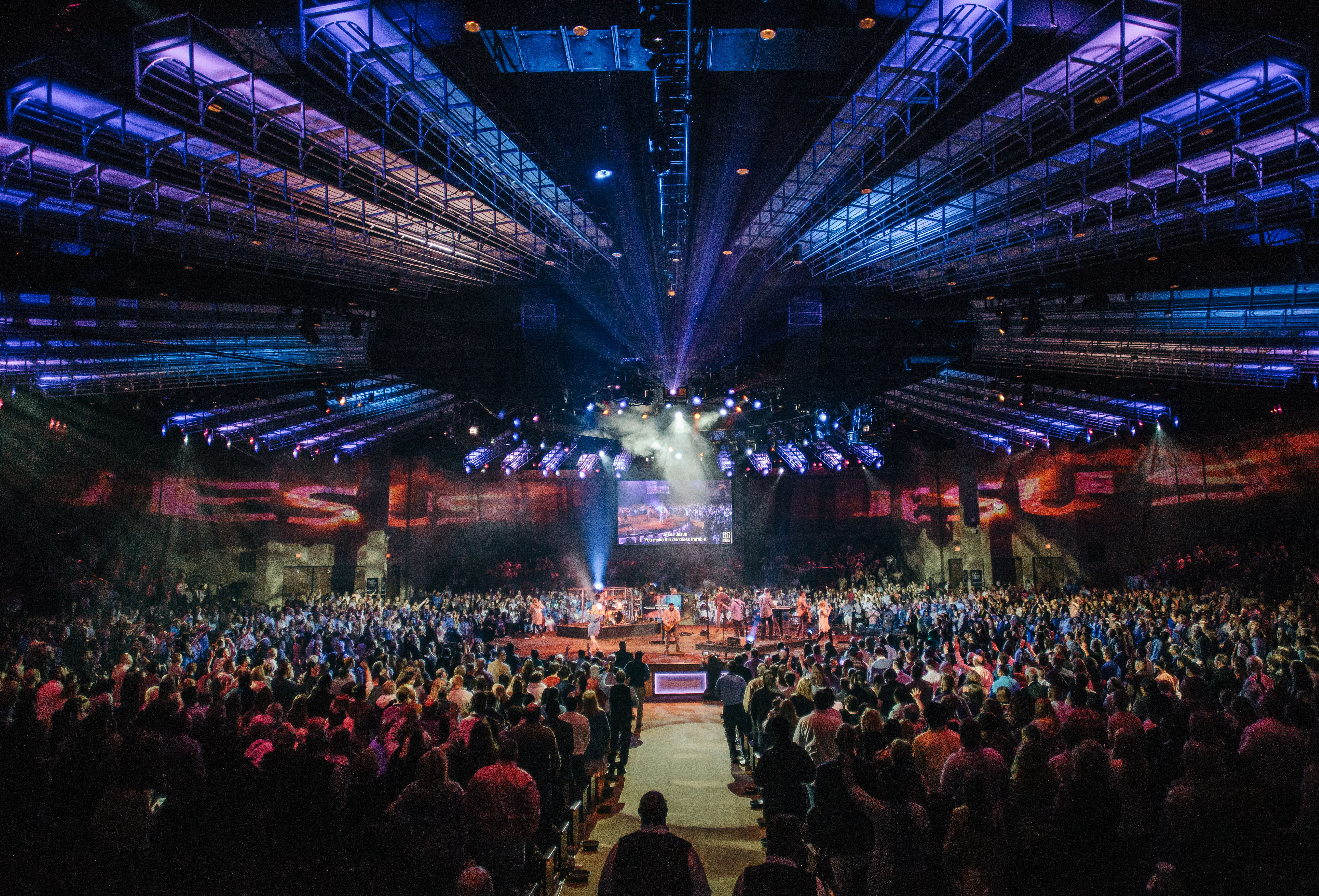
Service de Pâques à l’Église Trinity Fellowship d’Amarillo, Texas, États-Unis.

La fête de Pâques est célébrée par un service spécial par toutes les confessions protestantes et évangéliques,,.

## Dates de Pâques

### Calcul de la date
La date de Pâques est fixée au premier dimanche après la première pleine lune qui suit le 21 mars, donc au plus tôt le 22 mars, si la pleine lune tombe le soir du 21, et au plus tard le 25 avril. Il ne s'agit pas de la lune scientifiquement observée, mais d'une lune dite ecclésiastique. Les Églises occidentales, ayant adopté à la fois le calendrier grégorien et une correction du cycle lunaire, célèbrent souvent Pâques à une date différente de celle des Églises orthodoxes, le décalage pouvant être d'une, quatre ou cinq semaines. Cependant, il peut également n'y avoir aucun décalage de date comme en 2017 ou 2025.
Plusieurs dates de jours fériés et de fêtes dépendent de ce jour de Pâques, comme le mercredi des Cendres, le dimanche des Rameaux, le vendredi Saint, le lundi de Pâques, l'Ascension, la Pentecôte, le lundi de Pentecôte.

### Fixation de la date
Le calendrier hébreu étant lunisolaire, tous les mois commencent à la nouvelle lune ; la célébration de la Pessa'h le 14 du mois de Nissan correspond donc en général à la pleine lune à quelques jours près. L'année du calendrier juif compte 12 ou 13 mois lunaires selon les années ; pour que Nissan reste le premier mois du printemps, l'intercalation d'un mois complémentaire était décidée par le Sanhédrin quand c'était nécessaire pour respecter le rythme des saisons.
Attestée dès le IIe siècle dans les églises chrétiennes primitives, Pâques est la première fête annuelle dont on a la trace documentaire. Elle est célébrée de façon diverse suivant les communautés : ainsi, par une « tradition fort antique », les églises de la province d'Asie mineure suivent la tradition juive de la Pessa'h et célèbrent Pâques le 14e jour qui suit la première nouvelle lune de printemps, le 14 Nissan — d'où l'appellation de « quatrodéciman » —, quel que soit le jour de la semaine ; a contrario, la plupart des autres communautés, dont celle de Rome, préfèrent la célébrer le dimanche qui suit le 14e jour, mettant ainsi l'accent sur la résurrection au lendemain du shabbat.
Dès le IIe siècle, ces différences cristallisent l'une des premières controverses liturgiques d'importance qui divise les Églises primitives :  des anathèmes respectifs font prendre au contentieux liturgique un tour doctrinal dont résulte l'excommunication par l'évêque de Rome, Victor, de l'ensemble des communautés d'Asie mineure qu'il accuse d'« hétérodoxie », un épisode qui, même s'il n'est pas suivi d'effets à l'époque, est souvent retenu par les historiens comme un jalon sur le chemin de la « primauté » que revendiquera bientôt l'Église romaine sur les autres Églises. La situation se complique encore au IIIe siècle lorsque les autorités judaïques fixent la date de la Pessa'h sans plus tenir compte de l'équinoxe de printemps.
L'usage des quatrodécimans se prolonge néanmoins au-delà du concile de Nicée (325) : en 387, Épiphane de Salamine témoigne encore de « l'existence de deux groupes qui fêtaient Pâques à date fixe : d'un côté ceux qui suivent les « mythes juifs », de l'autre un groupe qui, fixé en Cappadoce, célèbrent Pâques le 8 des calendes d'avril (25 mars) ». Il précise que ces gens prétendaient avoir trouvé la date exacte de la crucifixion de Jésus dans des sources chrétiennes. Toutefois, Épiphane n'admet pas cette date et indique que d'autres versions donnent le 15 des calendes d'avril (18 mars) ou le 10 de ces calendes (23 mars). Il ajoute que d'après ses calculs, il s'agit du 13 des calendes d'avril (20 mars).
C'est donc le concile de Nicée (325), qui — probablement pour entériner une décision impériale et dans une volonté manifeste de se démarquer de l'usage du judaïsme — décrète que le calcul de la date de Pâques se ferait selon une règle fixe sanctionnant la pratique en cours à Rome et Alexandrie. Ainsi, « Pâques est le dimanche qui suit le 14e jour de la Lune qui atteint cet âge le 21 mars ou immédiatement après », donc le dimanche après la première pleine lune advenant pendant ou après l'équinoxe de printemps.
Cette décision unilatérale n'unifie pas pour autant les dates de célébration dans la mesure où Rome et Alexandrie n'ont pas le même comput pour décider du début de l'année lunaire, ni ne s'accordent sur la date de l'équinoxe ou sur les jours de la lune entre lesquels doivent se tenir les célébrations. Des tentatives de compromis et d'unification des computs sont menés à plusieurs reprises, par exemple lors du concile de Sardique (343) ou avec le Cursus Paschalis de Victorius d'Aquitaine (milieu du Ve siècle), dont le comput s'impose notamment en Gaule, puis avec celui de Denys le Petit dont la table pascale, établie en 530 et basée sur le comput alexandrin, finit par s'imposer en Occident au début IXe siècle. Depuis cette époque, Pâques s'y célèbre le dimanche suivant la pleine lune postérieure au 21 mars.
L'adoption du calendrier grégorien dont l'usage se répand progressivement en occident après son application en 1582 par l'Église catholique engendre une différenciation de la célébration avec les Églises orientales qui continuent à utiliser le calendrier julien originel.

### Jours fériés
Le dimanche de Pâques, comme tous les dimanches, est reconnu comme jour férié par tous les pays de tradition chrétienne. Le lundi de Pâques est également férié dans certains pays, comme la France (depuis la loi du 8 mars 1886), le Liban, le Canada, mais pas aux États-Unis, en Équateur, dans certaines communautés autonomes d'Espagne, au Mexique et en Argentine, ni au Portugal où le lundi est travaillé au moins dans certaines régions.
Le vendredi saint, qui précède le dimanche de Pâques, est aussi férié dans de nombreux pays : Liban, Brésil, Équateur, Mexique, Argentine, Cameroun, Allemagne, Norvège, Royaume-Uni, certains cantons de Suisse, Canada, certains États des États-Unis, certaines régions d'Espagne, au Portugal, etc. Dans les départements français de l'Alsace et de la Moselle, le vendredi saint est également férié.

## Fêtes et traditions populaires

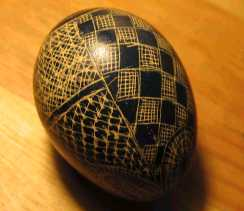
Drapanka, œuf de Pâques en Pologne.

### Traditions
En Alsace et dans certaines régions d'Allemagne, on confectionne un biscuit en forme d’agneau appelé Osterlammele ou Lamala. Cette tradition est attestée par le théologien catholique Thomas Murner en 1519 : le fiancé offrait un agneau pascal à sa promise. On l’offrait aussi aux enfants au retour de la messe du jour de Pâques. Après le temps du carême, ce biscuit riche en œufs permettait d’écouler le stock d’œufs accumulé avant Pâques et dont la consommation était déconseillée, en attente de Pâques. L’agneau était décoré d'un étendard aux couleurs du Vatican (jaune et blanc) ou de l’Alsace (rouge et blanc). Cette tradition, comme la plupart, a perdu son caractère confessionnel et s'est sécularisée.

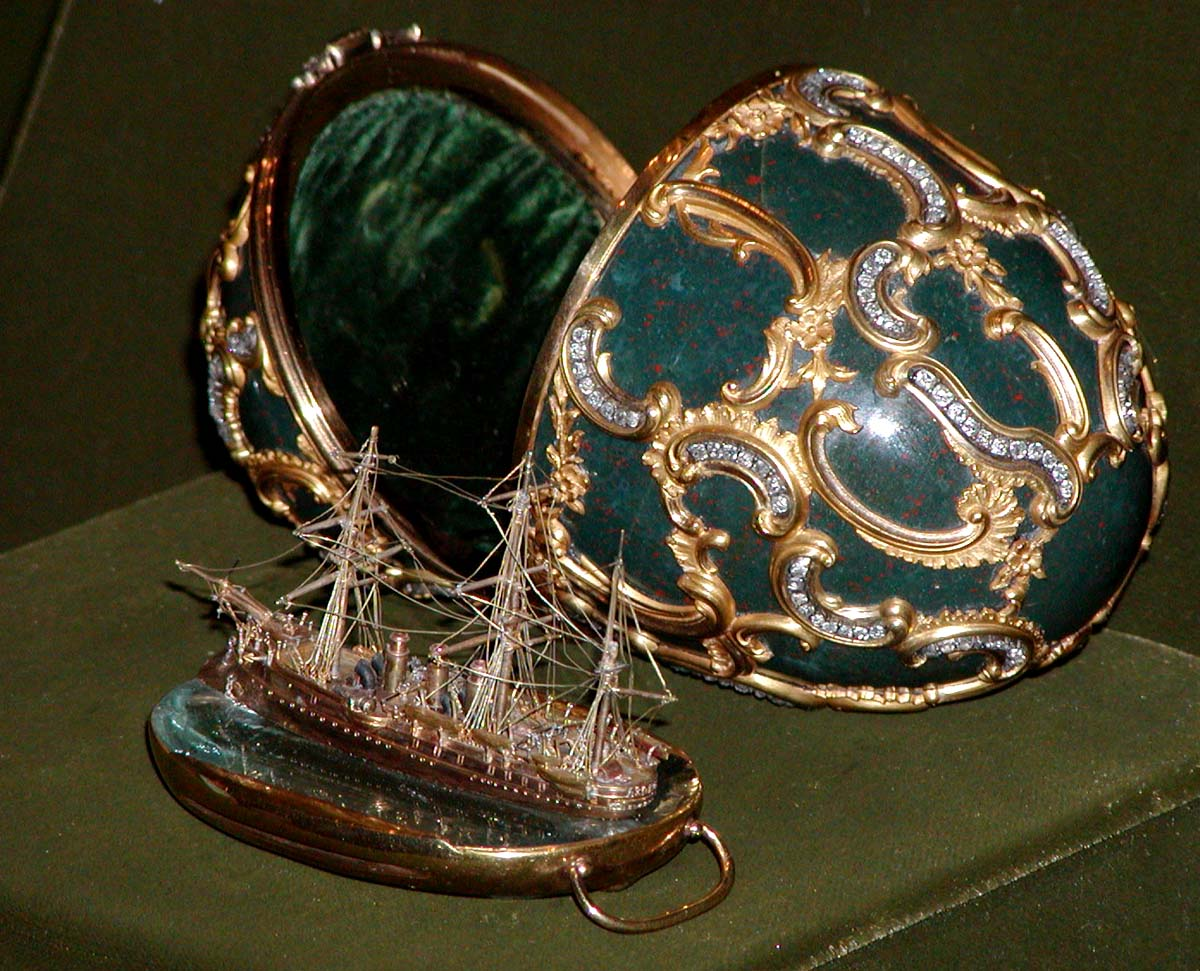
Souvenir d’Azov, œuf de Fabergé créé pour le tsar de Russie.

Comme pour Noël, les Alsaciens, et par endroits les Allemands, décorent leur maison à l’approche de Pâques. Les œufs de Pâques sont apportés par le Lapin de Pâques (Osterhase, « lièvre de Pâques »).
En Hongrie, en Roumanie, en République tchèque et en Slovaquie, les jeunes filles colorent les œufs durs. Elles utilisent également de la cire qu'elles mettent autour de l'œuf. Une fois l'œuf coloré, la cire enlevée crée des motifs.
Pendant la semaine qui suit Pâques, il n'y a aucune restriction de nourriture pour les orthodoxes ; puis, jusqu'à la Pentecôte, ils retrouvent le jeûne des mercredis et vendredis, allégé d'un cran : huile et vin y sont autorisés. Le Samedi lumineux, on célèbre la dernière liturgie pascale, et l'on partage entre les paroissiens l'artos, un gâteau de pain qui a été cuit le samedi précédent.
Dans les pays chrétiens, l’œuf de Pâques est le cadeau le plus distribué ; les œufs sont apportés par les cloches de Pâques. Depuis le Jeudi saint, les cloches des églises catholiques sont silencieuses, en signe de deuil. La tradition populaire pour les enfants dit qu'elles sont parties pour Rome, et elles reviennent le jour de Pâques en rapportant des œufs qu'elles sèment sur leur passage.

### Judas au bûcher

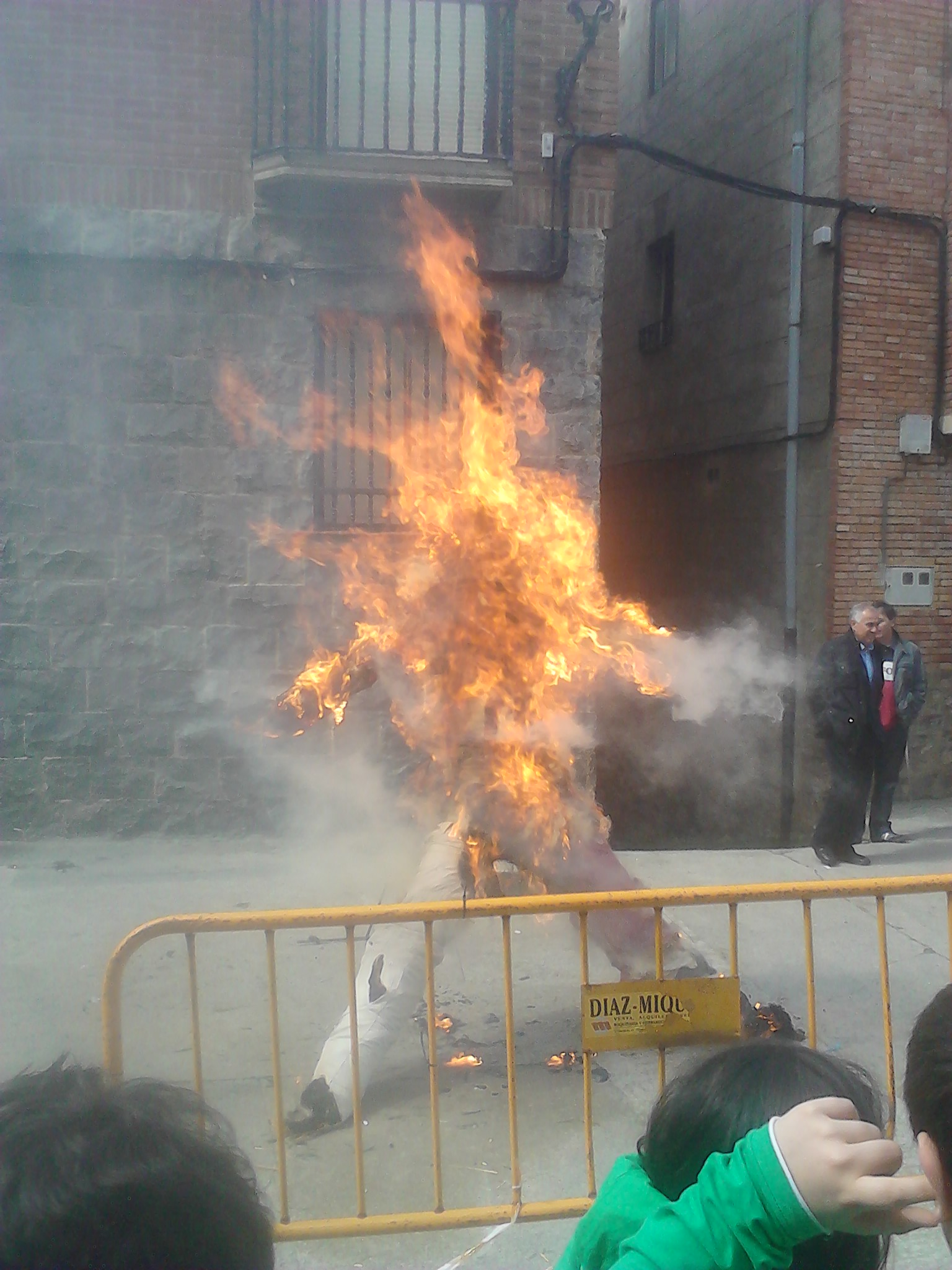
Brûlement de Judas à Anguiano en Espagne (2013)

Depuis le Moyen Âge, la coutume de brûler Judas Iscariote à Pâques est très courante dans la péninsule Ibérique et se répand en Amérique latine, où elle est pratiquée pour la première fois au Venezuela en 1499. Cette tradition festive est également observée en Europe centrale,.
Durant la cérémonie, il est de coutume de créer une marionnette de Judas, au moins grandeur nature, selon l’image d’un Juif local ou d’un personnage impopulaire, de le conduire dans les rues de la ville pour qu'il soit insulté et enfin de lui faire un procès, de lire le verdict, de le pendre et de brûler son effigie. Outre la crémation, d'autres mauvais traitements sur l'effigie de Judas incluent la pendaison, la lapidation, la flagellation, le lynchage et l'explosion de pétards, dans un spectacle populaire et festif.
Ces festivités ont parfois donné l'occasion de manifestations antisémites sur les populations juives locales, durant les fêtes pascales chrétiennes, auxquelles les autorités religieuses s'opposent plus fréquemment, de nos jours,,,,,,.

## Grammaire et orthographe
- La Pâque, nom féminin singulier avec une majuscule, est la fête solennelle des Juifs célébrée chaque année en mémoire de leur sortie d'Égypte, commémorant leur affranchissement de l'esclavage sous le règne pharaonique[50]. La pâque sans majuscule désigne par extension l'agneau pascal : on « mange la pâque »[51].
- Pâques, nom pluriel avec une majuscule, est la fête solennelle célébrée chaque année en mémoire de la résurrection du Christ Jésus, qui s'est offert en sacrifice au moment de la Pâque juive[50]. Ce nom est féminin : on écrit ainsi avec un adjectif épithète « de joyeuses Pâques », « des Pâques pluvieuses » ; mais il est souvent employé au masculin avec le sens elliptique de « jour de Pâques »[51], par exemple dans les expressions : « la semaine de Pâques », « Pâques sera célébré le 4 avril en 2021»[52].
- L'expression « faire Pâques » ou « faire ses pâques » signifie faire pénitence et communier au moins une fois l'an lors des commémorations pascales, généralement durant le carême et à Pâques[53] ou à un autre moment propice[50]. Le pape Paul VI a dit en audience : « La formule consacrée, populaire, « faire ses pâques » a précisément cette signification pratique, celle de rectifier le cours de notre vie en se référant à son orientation suprême, son orientation religieuse[54]. »

## Musique
- Henrich Schütz, Oratorio La Résurrection du Christ SWV 50 (1623)
- Marc-Antoine Charpentier :
  - Messe pour le samedi de Pâques, pour solistes, chœur, et basse continue, H.8 (1690).
  - Chant joyeux du temps de Pâques, pour solistes, chœur, 2 dessus de violes, et basse continue, H.339 (1685).
  - O Filii à 3 voix pareilles, pour 3 voix, 2 flûtes, et basse continue, H.312 (1670).
  - Pour Pâques, à 2 voix, 2 flûtes, et basse continue, H.308 (1670).
  - O Filii pour les voix, violons, flûtes et orgue, pour solistes, chœur, flûtes, cordes, et basse continue, H.356 (1685 ?)
- Louis-Nicolas Clérambault : Motet pour le Saint jour de Pâques, en fa majeur, opus 73
- André Campra : Au Christ triomphant, cantate pour la fête de Pâques
- Dietrich Buxtehude : Cantates BuxWv 62 & BuxWv 15
- Carl Heinrich Graun : Oratorio de Pâques
- Henrich Biber : Missa Christi resurgentis (1673 - 4)
- Michael Praetorius : Messe de Pâques
- Georg Philipp Telemann, plus de 100 cantates pour le temps de Pâques, dont :
  - Cantate de Pâques pour chœur, 2 hautbois, 2 violons, alto, violoncelle & continuo, TWV 1: 873.
  - Cantate de Pâques pour chœur, 2 trompettes, timbales, 2 violons, alto, violoncelle, & continuo TWV 1: 284
  - Missa brevis sur le choral de Pâques pour chœur à 4 voix et basse continue TWV 9: 3 (1720).
- Jean Sebastian Bach : Oratorio de Pâques, BWV 249.
- Charles Gounod : Messe solennelle de Pâques (1883)
- Nikolaï Rimski-Korsakov : La Grande Pâque russe, ouverture symphonique (1888).
- Sergueï Vassilievitch Rachmaninov : Suite pour deux pianos no 1 - Pâques, op. 5, no 4 (1893)
- Jacques Nicolas Lemmens : Sonate no 2 "O Filii", Sonate no 3 "Pascale", pour orgue.